# Luther Kent
Luther Kent, rodným jménem Kent Rowell, (23. června 1948 New Orleans, Louisiana – 16. srpna 2024 Livingston Parish, Louisiana) byl americký bluesový zpěvák žijící v New Orleans v Louisianě. V roce 1970 se stal členem kapely Cold Grits, která uzavřela smlouvu na desku se společností Ode Records, ale žádné album nakonec nevydala. V roce 1974 zpíval se skupinou Blood, Sweat & Tears. Poté se vydal na sólovou dráhu, debutoval albem World Class z roku 1977, nahraném v londýnském studiu Abbey Road. Později působil ve skupině Luther Kent & Trick Bag, která byla aktivní do 90. let. Kromě sólové kariéry občasně hostoval se skupinou Dukes of Dixieland, a to jak při koncertech, tak i ve studiu.
Jeho tvorbu ovlivnili Bobby Bland, Etta James a Ray Charles.
Zemřel v roce 2024 ve svém domě v Livingston Parish v Louisianě ve věku 76 let. Ještě počátkem léta téhož roku veřejně vystupoval.

## Diskografie
- 1977 World Class (Record Company of the South)
- 1987 Luther Kent & Trick Bag / It's in the Bag (Renegade)
- 1987 Luther Kent & Trick Bag / Good News Blues (Renegade)
- 1996 Luther Kent with John Lee & The Heralds of Christ / Gospel & Holiday Spirituals (Renegade)
- 1997 Luther Kent & Trick Bag / Live (Renegade)
- 1999 Down in New Orleans (Louisiana Red Hot)
- 2008 The Bobby Bland Songbook (Vetter Communications)

### Ostatní projekty
- 2004 Forever Fabulous Chickenhawks Showband & All-Star Revue / Deep In The Heart (Louisiana Red Hot)
- 2005 The Dukes of Dixieland / Christmas in New Orleans (Leisure Jazz)
- 2005 The Dukes of Dixieland / Louisiana Legends (Leisure Jazz)
- 2006 The Dukes of Dixieland / New Orleans Mardi Gras (Leisure Jazz)
- 2006 The Dukes of Dixieland / Timeless (Leisure Jazz)
- 2006 Robbie Zonca and his band featuring Luther Kent / Magic Box (Mousemen)